# Зарјечје
Зарјечје (слч. Záriečie) насељено је мјесто са административним статусом сеоске општине (слч. obec) у округу Пухов, у Тренчинском крају, Словачка Република.

## Становништво
| Година:    | 1994. | 2004.   | 2014.   | 2024.   |
| ---------- | ----- | ------- | ------- | ------- |
| Број људи: | 667   | 675     | 706     | 696     |
| Разлика:   |       | +1,19 % | +4,59 % | -1,41 % |

| Година:    | 2023. | 2024. |
| ---------- | ----- | ----- |
| Број људи: | 696   | 696   |
| Разлика:   |       | +0 %  |

Према подацима о броју становника из 2024. године насеље је имало 696 становника.